# Barcelona Football Academy
Il Barcelona Football Academy, citato anche come Somatio Barcelona FA (Σωματείο Barcelona FA) e abbreviato in Barcelona FA, è una squadra di calcio femminile cipriota con sede a Limassol. La squadra, che nella stagione 2018-2019 milita nel massimo livello del campionato cipriota femminile di calcio, ha vinto il titolo di campione di Cipro per la prima volta nella sua storia sportiva al termine della stagione 2017-2018 e dopo un solo anno dalla sua istituzione.

## Palmarès
- Campionato cipriota: 1

2017-2018

## Organico

### Rosa 2018-2019
Rosa, ruoli e numeri di maglia come da sito ufficiale  e sito UEFA.com
| N. |                           | Ruolo | Calciatrice          |
| -- | ------------------------- | ----- | -------------------- |
| 1  | Stati Uniti (bandiera)    | P     | Anna James-Buhigas   |
| 2  | Costa d'Avorio (bandiera) | D     | Fatou Coulibaly      |
| 3  | Cipro (bandiera)          | D     | Maria Ioannou        |
| 4  | Cipro (bandiera)          | D     | Konstantina Vrachimi |
| 5  | Inghilterra (bandiera)    | D     | Caitlin Hayes        |
| 6  | Costa d'Avorio (bandiera) | C     | Rita Akaffou         |
| 7  | Stati Uniti (bandiera)    | A     | Krystyna Freda       |
| 8  | Cipro (bandiera)          | D     | Christina Pitsillou  |
| 9  | Cipro (bandiera)          | A     | Antri Violari        |
| 10 | Cipro (bandiera)          | D     | Victoria Zampa       |

| N. |                           | Ruolo | Calciatrice        |
| -- | ------------------------- | ----- | ------------------ |
| 11 | Costa d'Avorio (bandiera) | A     | Rebecca Elloh      |
| 12 | Cipro (bandiera)          | P     | Dalia Charalambous |
| 13 | Cipro (bandiera)          | C     | Evrisa Evripidou   |
| 15 | Cipro (bandiera)          | C     | Elena Aristodimou  |
| 17 | Cipro (bandiera)          | C     | Marilena Georgiou  |
| 19 | Cipro (bandiera)          | A     | Isabella Demetriou |
| 20 | Estonia (bandiera)        | C     | Tiina Trutsi       |
| 21 | Grecia (bandiera)         | A     | Maria Zacharatou   |
| 22 | Nigeria (bandiera)        | D     | Ngozi Ebere        |
| 24 | Cipro (bandiera)          | C     | Christiana Solomou |